# Web Services Interoperability
WS-I (Web Services Integration Organization): è un'organizzazione formata da diversi produttori (Microsoft, IBM, Sun Microsystem, Oracle, HP, BEA ed altri) che si sono uniti per assicurare l'interoperabilità dei servizi Web tra tutte le piattaforme. Per fare ciò, hanno creato una raccomandazione denominata Basic Profile 1.0, che definisce un insieme di regole per l'utilizzo congiunto di XML, SOAP, e WSDL al fine di creare servizi Web interoperabili.